# Bisancora rutriformis
Bisancora rutriformis är en bäcksländeart som beskrevs av Surdick 1981. Bisancora rutriformis ingår i släktet Bisancora och familjen blekbäcksländor. Inga underarter finns listade i Catalogue of Life.